# Charles Burguet
Charles Bernard Burguet (Burdeos, 10 de diciembre de 1821 - Burdeos, 9 de marzo de 1879) fue un arquitecto francés y una de las figuras más importantes de la arquitectura municipal de la ciudad de Burdeos. En 1842 ingresó en la École des Beaux-Arts de París donde fue alumno de Hippolyte Lebas.Fue nombrado arquitecto de la ciudad de Burdeos en 1850.
Durante 30 años, contribuyó a la renovación del neoclasicismo bordelés, sus trabajos incluye la construcción de importantes edificios de la ciudad : Museo de Bellas Artes, Castillo Palmer y la antigua Escuela de Medicina y Cirugía de Burdeos .
También realizó restauraciones, en particular las de la nave insignia del Grand Théâtre, donde trabajó bajo las ideas de Eugène-Emmanuel Viollet-le-Duc.
El es el introductor de la arquitectura metálica en Burdeos con sus diseños para la reconstrucción metálica del mercado de Grands-Hommes.

## Biografía

### Juventud y formación
Charles Bernard Burguet, hijo de Alexis Elisabeth Betzy Caillau y del médico Jean Auguste Burguet. Charles Burguet forma parte de un linaje de arquitectos ya que su abuelo paterno, Bernard Burguet, era también arquitecto profesional.
Se formó por primera vez en el taller de su tío, Jean Burguet (1788-1848), arquitecto. El 8 de octubre de 1842 obtuvo una carta de recomendación para continuar sus estudios e ingresar en la Real Escuela de Bellas Artes, de París, y permaneció allí durante cuatro años (1846). Dentro de esta institución, Charles Burguet fue discípulo del célebre arquitecto francés Hippolyte Lebas, profesor de historia del arte en la Escuela de 1842 a 1856. 
Burguet  participó en los concursos de la 2° clase de la Real Escuela de Bellas Artes hasta 1847. Donde obtuvo diversas medallas en materias como construcción, arquitectura, perspectiva y matemáticas. A pesar de tener buenos resultados, no pasó la competición para integrar la 1.ª clase, lo que impidió cualquier deseo de competir en el Gran Premio de Roma .
En 1848 volvió a trabajar en Burdeos y fue en esta época cuando se convirtió en arquitecto municipal de la ciudad de Burdeos .

### El arquitecto y su “estilo”
Charles Burguet recibió la influencia del neoclasicismo bordelés de finales del siglo XVIII y principios del XIX.
Su primer proyecto como arquitecto urbano fue el de la iglesia de Saint-Martial a finales de la década de 1840. 
En 1852 realizó la construcción de una nueva sacristía y coro para la iglesia de Saint-Michel . En 1859 reconstruyó el coro arquitectónico de la iglesia que estaba en peligro de derrumbarse. Realizó también la reparación de la mampostería unos años más tarde. El trabajo de Burguet se caracteriza por tener mucho cuidado en respetar la veracidad histórica del lugar y así no distorsionar el estilo del edificio.
Entre 1854 y 1856, transformó el Château Palmer en un edificio de estilo neorrenacentista inspirado en el Château Pichon-Longueville con sus cuatro torreones de esquinas redondeadas.
En 1874, construyó la Facultad de Derecho, en la plaza Pey-Berland, el primero de los tres "palacios" universitarios construidos en Burdeos durante este período, junto con la Facultad de Medicina (actual Facultad de Sociología) y la Facultad de Letras ( actual Museo de Aquitania ).

## Obras representativas
Charles Burguet creó diversos monumentos y contribuyó al rediseño de numerosos edificios, desde iglesias hasta mercados y arquitectura de jardines.

### Arquitectura religiosa
- El campanario de la iglesia de Saint-Martial (1839-1840) en Burdeos.
- La reconstrucción de la iglesia, el coro y la sacristía de Saint-Michel (desde 1851).
- El depósito del cementerio Chartreuse (1852) en Burdeos
- Presbiterio de la iglesia de Saint-Pierre (1857).[5]

### Arquitectura civil

#### Escuelas
- La Antigua Escuela de Medicina y Cirugía de Burdeos (1852).
- Facultad de Derecho de Burdeos (1870).
- El Colegio Nuyens (1871).

#### Hoteles
- El Hotel Calvet o Hotel de las Sociedades Científicas (1851).

#### Hospitales
- Hospital San Andrés (1821-1825)

#### Instituciones culturales
- El Museo de Bellas Artes de Burdeos (1858-1867).
- Campaña de restauración del Gran Teatro (sala de conciertos, vestíbulo público, Sala de los Grandes Hombres y estabilidad del edificio).

#### Mercados
- El antiguo mercado de Grands-Hommes (1864), destruido en 1961.
- El Mercado de Lermo (1867).
- Los mercados de Chartrons (1869).
- El Antiguo Gran Mercado de Burdeos (1875), destruido en los años 1950 para construir el Palacio de Deportes .

#### Palacios y castillos
- Château Pichon-Longueville en Médoc (1850 y 1855) en Pauillac.
- Castillo de Palmer (1855) : En 1854, Charles Burguet acordó construir un edificio neoclásico en el corazón de los viñedos de Palmer por encargo de los hermanos Pereire. El resultado es un palacio grecorromano "disfrazado" de castillo medieval.[6]
- El rediseño de la parte trasera del Palacio de la Bolsa, con vistas a las plazas Gabriel y Jean-Jaurès (1865).

#### Plazas públicas
- Plaza Tourny (1853) en Burdeos.
- La antigua fuente de la Plaza Mériadeck (1867), hoy situada en la Plaza du Colonel-Raynal.

### Arquitectura de jardín
- Antiguo invernadero del Jardín Público de Burdeos (1859).

Obras
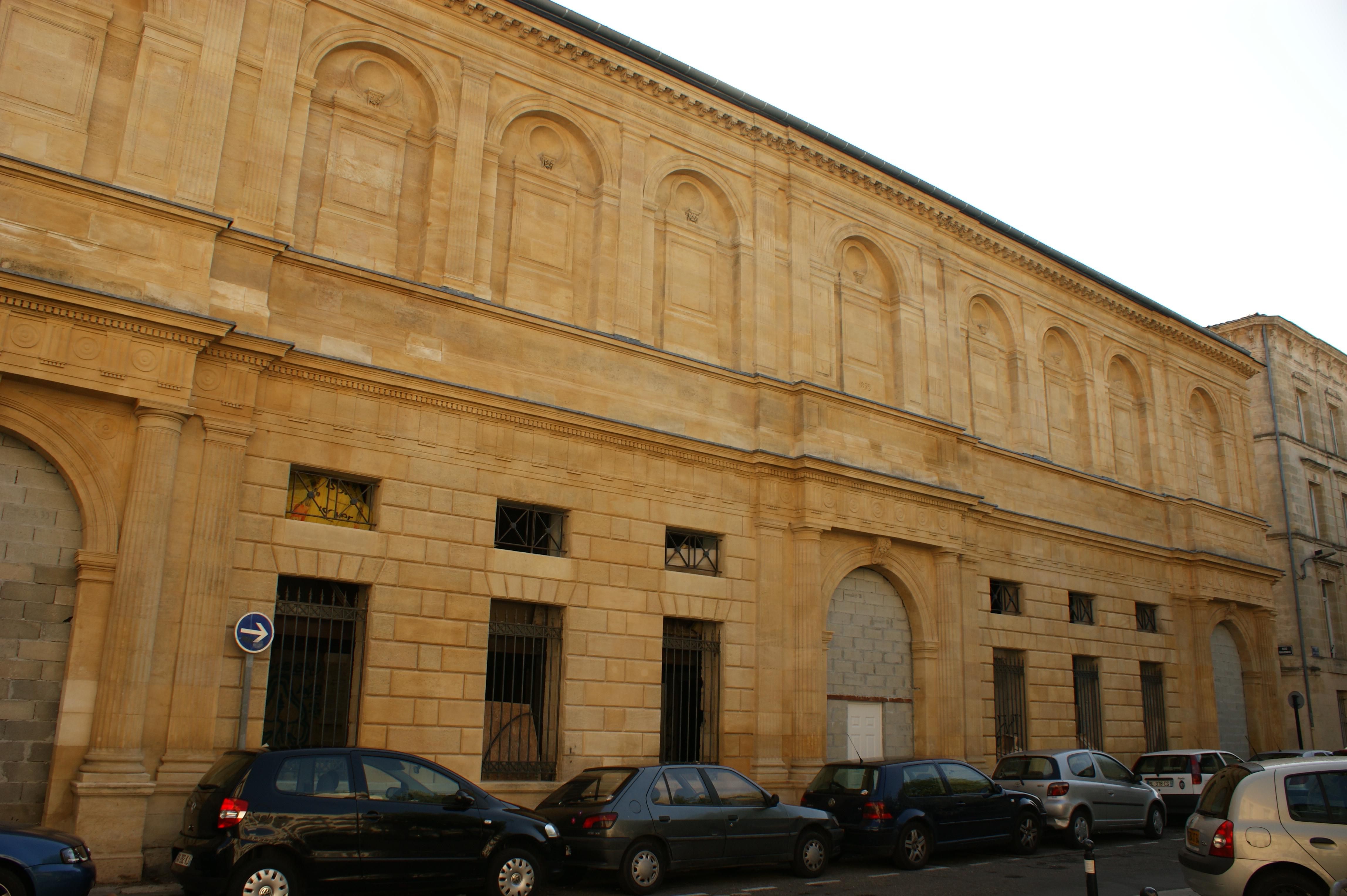
Escuela de Medicina y Cirugía de Burdeos (1852).
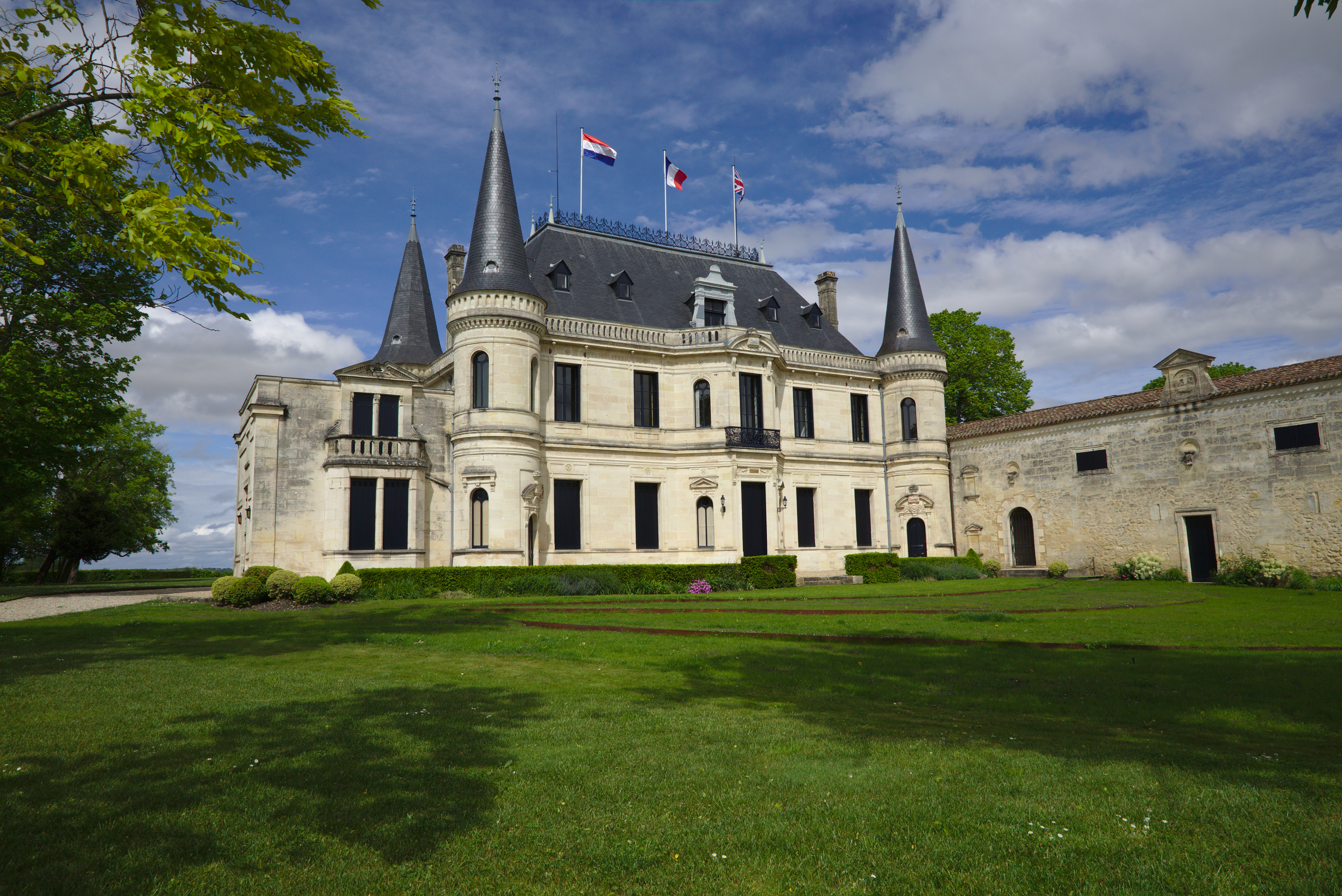
Castillo de Palmer(1856).
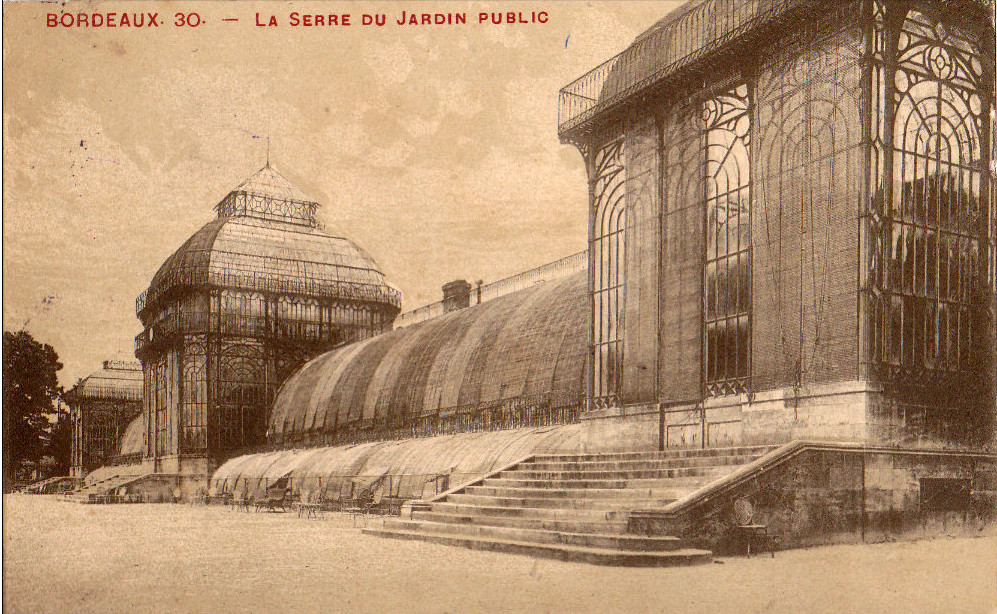
El antiguo invernadero del Jardín Botánico de Burdeos(1859).
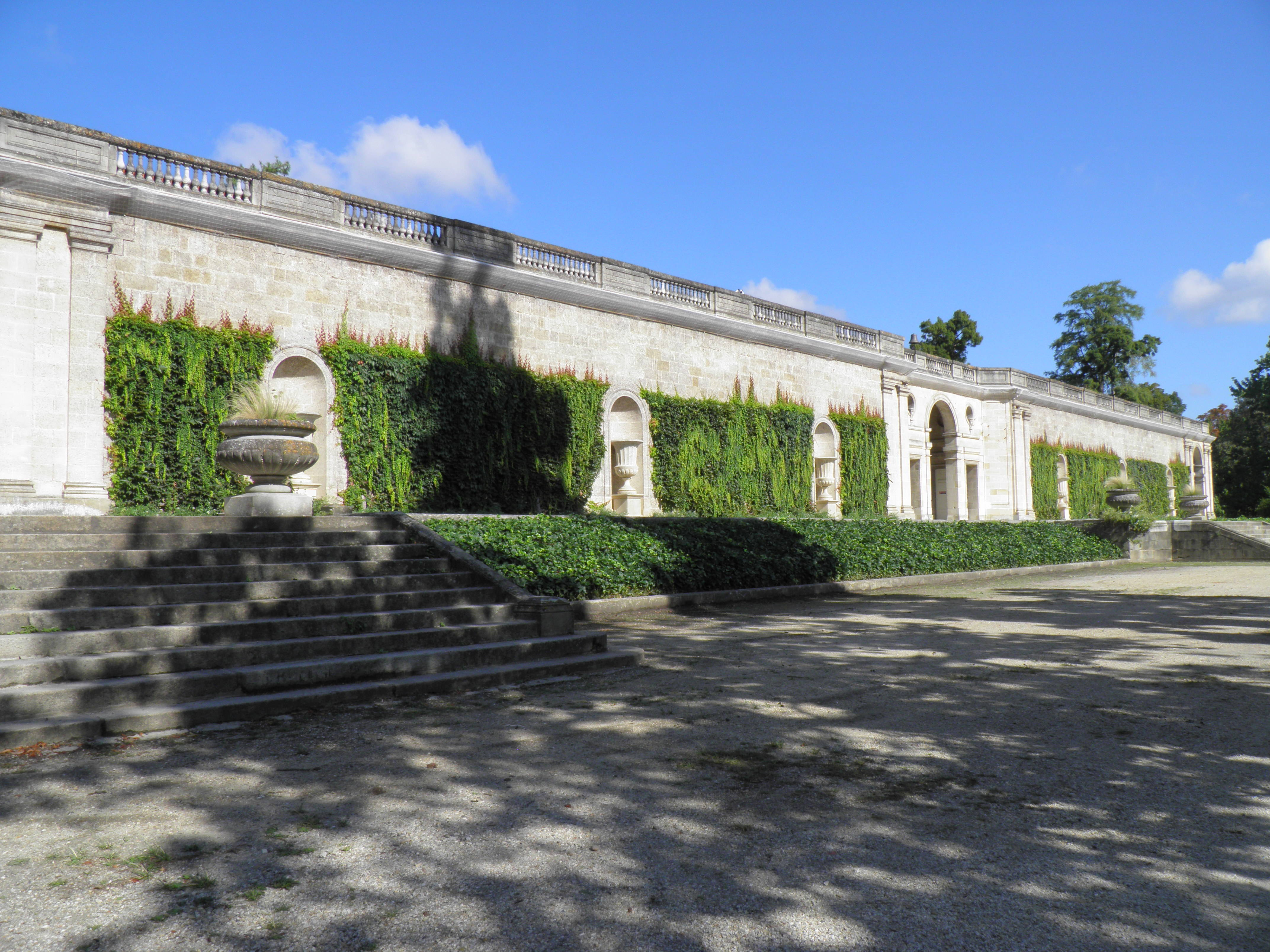
Restos del antiguo invernadero.
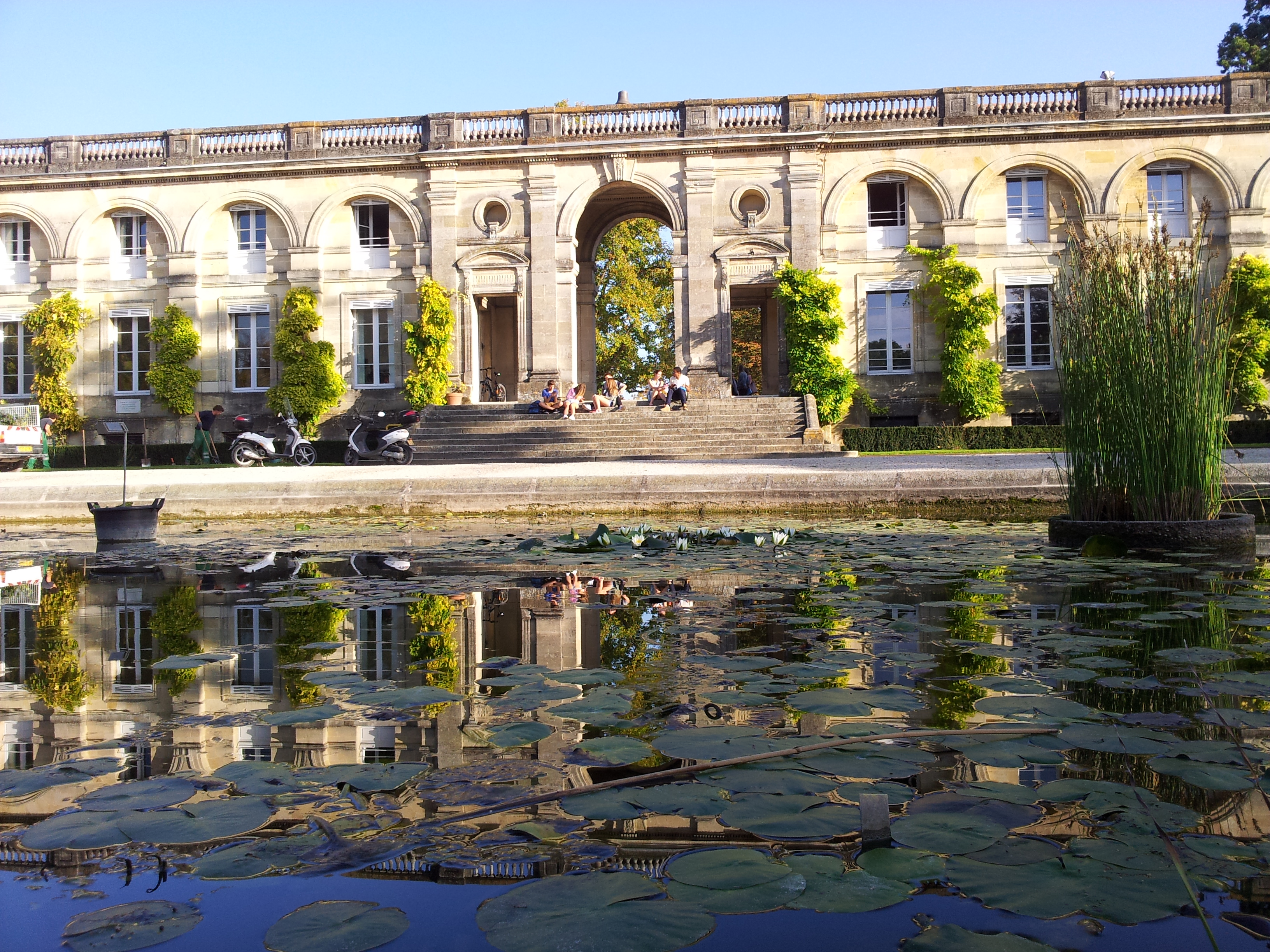
Pabellón del antiguo invernadero.
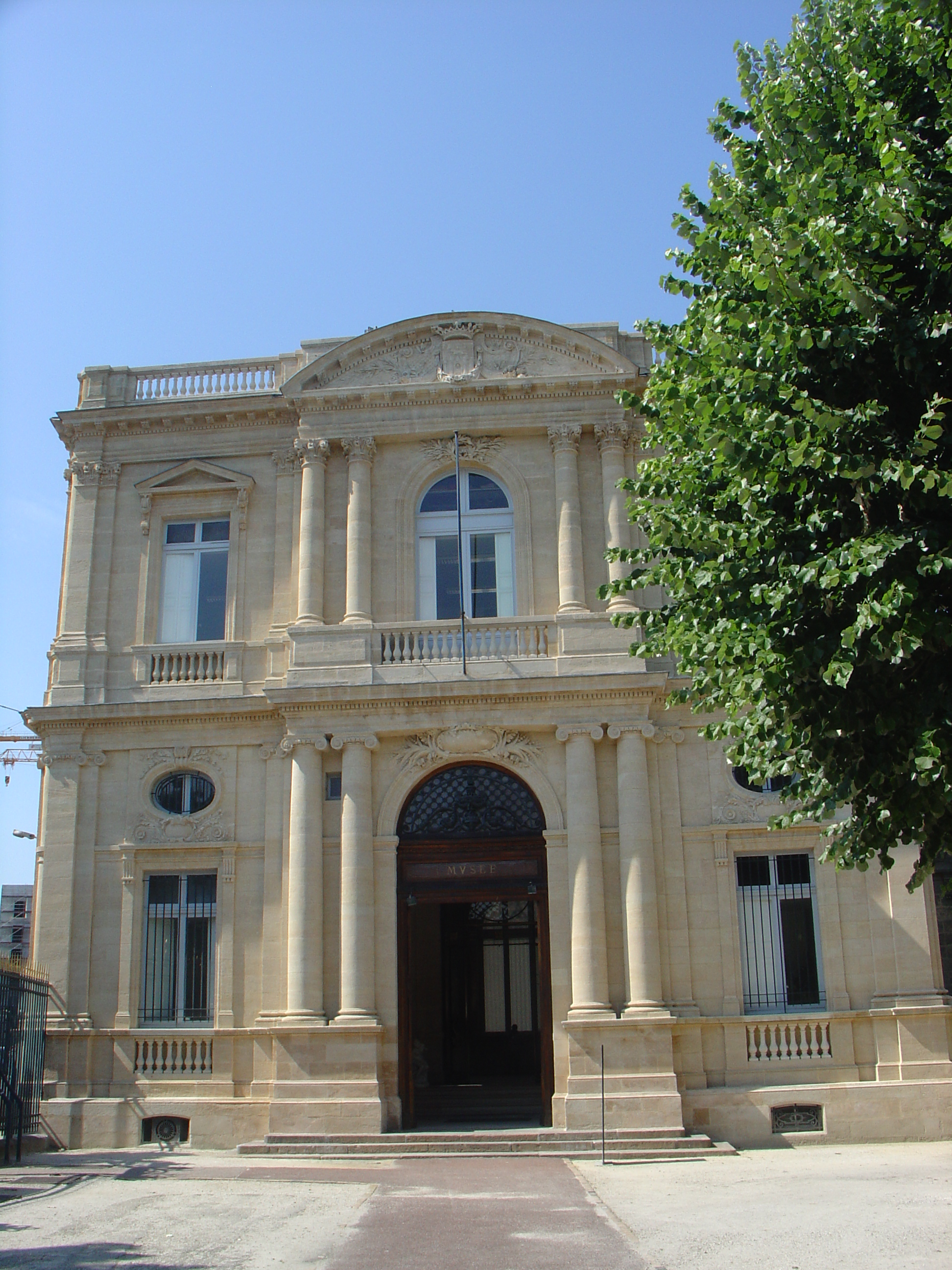
Ala norte del Museo de Bellas Artes de Burdeos(1858-1867).
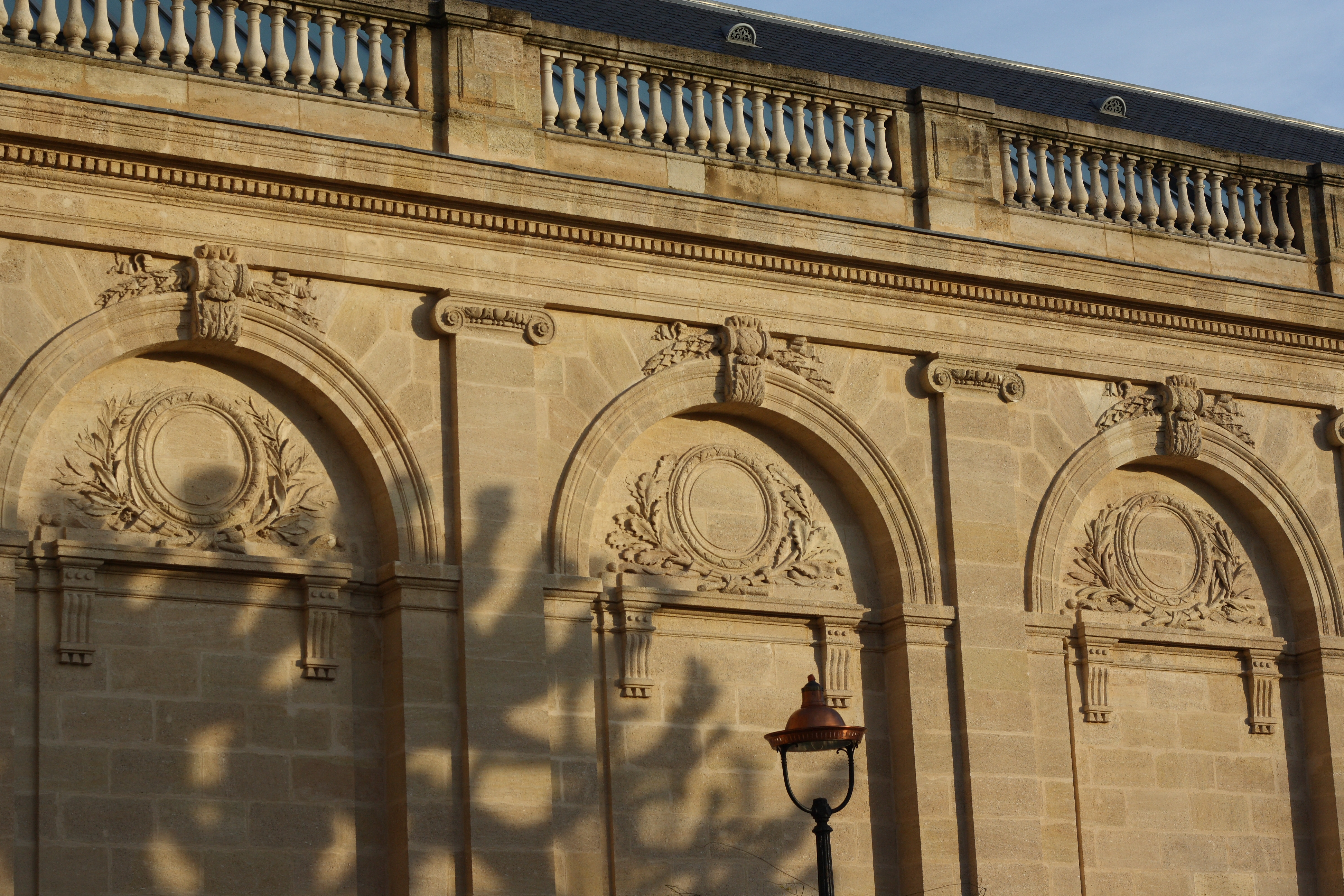
Museo de Bellas Artes de Burdeos.
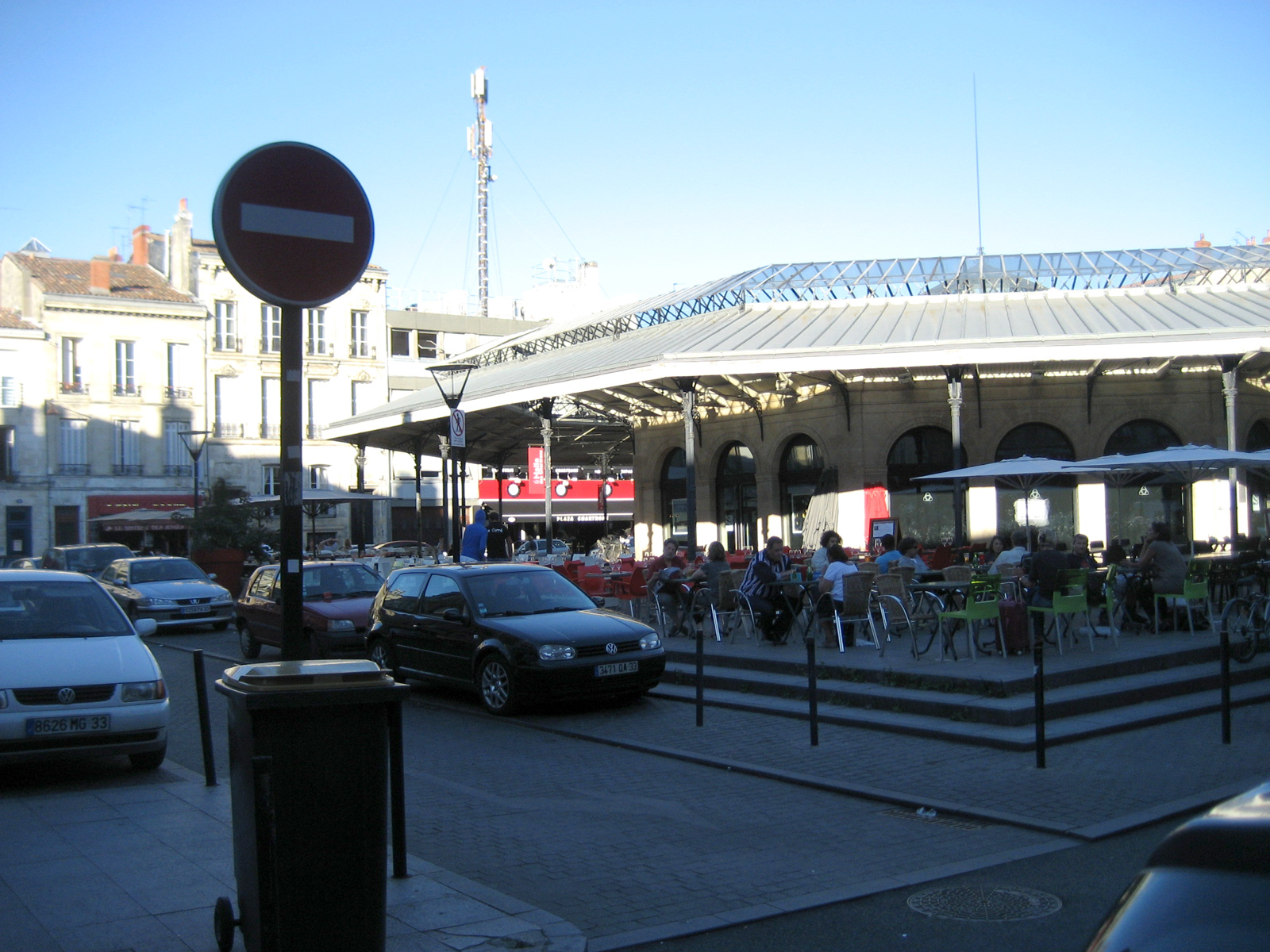
Mercado de Chartrons (1869)
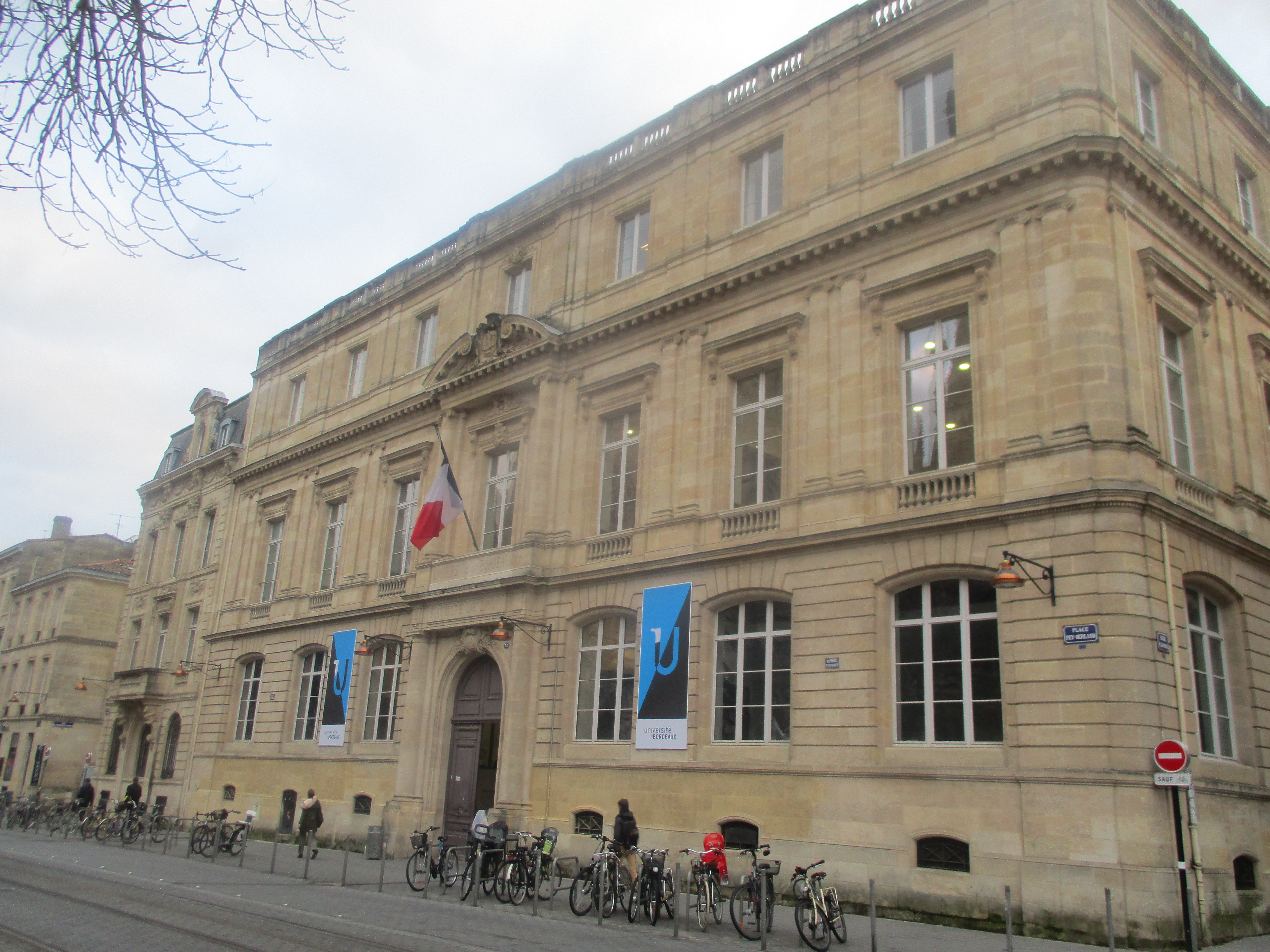
Facultad de Derecho de Burdeos (1870).
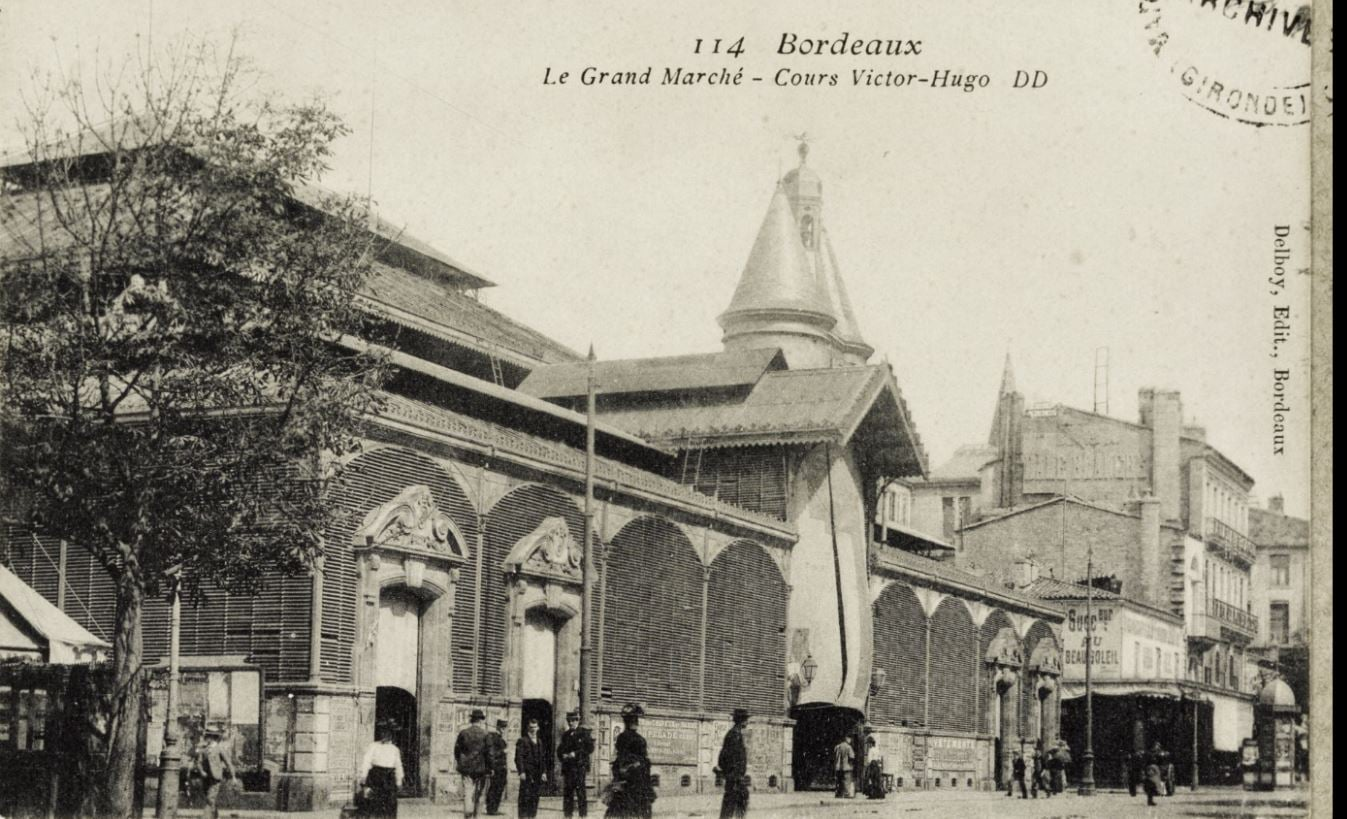
El Gran Mercado de Burdeos (1875)

## Homenaje
El actor y director Charles Léon Levy cambió su apellido en el Registro Civil por el de “Charles Burguet”.
La dirección actual del hospital Saint-André de Burdeos lleva el nombre del tío de Charles Burguet. : 1 rue Jean Burguet, 33000 Burdeos.